# Alexandre Paciolli
Alexandre Paciolli (Fortaleza, Ceará, 12 de dezembro de 1968) é um sacerdote católico, apresentador e escritor brasileiro, ex-integrante da Congregação dos Legionários de Cristo, mais conhecido pelo seu trabalho à frente do programa "Mulheres de Fé", apresentado pela TV Canção Nova.

## Formação acadêmica e premiações
Paciolli ingressou aos dez anos de idade no Colégio Militar de Fortaleza, e aos quinze no Colégio Naval de Angra dos Reis, RJ, com o objetivo de entrar para a Escola Naval, o que logrou aos dezoito anos. Ali estudou engenharia mecânica e se destacou nas equipes de vela e pólo aquático. Foi campeão da Classe Laser em 1987, pelo Colégio Naval, e conquistou o Campeonato Sul-Americano de Vela Oceânica de 1988, pela Escola Naval.
Em 1988, Paciolli decidiu não seguir carreira como fuzileiro naval da Marinha do Brasil e se tornou seminarista, tendo atuado posteriormente na formação de seminaristas nos Estados Unidos, Roma, Curitiba, Rio de Janeiro, São Paulo e Brasília.
Paciolli ingressou na Congregação do Legionários de Cristo onde estudou Humanidades Clássicas em Salamanca (Espanha) e Cheshire (Estados Unidos). Graduou-se em Teologia e fez mestrado em Filosofia no Ateneo Regina Apostolorum de Roma.
Em 2015, por requerimento do então vereador Cesar Maia, Paciolli recebeu a Medalha de Mérito Pedro Ernesto "pelo exemplo de vida e de sacerdócio". Foram signatários do requerimento, dentre outros, Carlos Bolsonaro, Dr. Jairinho, Paulo Pinheiro e Verônica Costa.

## Carreira
Paciolli trabalhou como pregador nos Estados Unidos, Chile e Itália, dentre vários países, enquanto integrava a Congregação dos Legionários de Cristo.
Apresentou o programa "Mulheres de Fé" da TV Canção Nova, voltado para a formação de mulheres católicas. Foi ainda reitor da Igreja de São José, no bairro da Lagoa, pertencente à Pontifícia Universidade Católica do Rio de Janeiro (PUC-Rio).
Criou um programa de atenção a crianças carentes, o "Sonhar Acordado", que atendeu mais de 3 mil crianças por ano em cinco cidades do país.

## Acusações de crimes sexuais
Em 3 de abril de 2024, em razão de um mandado de prisão preventiva, Paciolli foi preso na casa de pai, em Fortaleza, no Ceará. Ele foi acusado por crimes de importunação sexual e estupro de vulnerável, ocorridos em agosto de 2022 e janeiro de 2023 na cidade de Nova Friburgo, no estado do Rio de Janeiro. Segundo informou o Ministério Público do Rio de Janeiro, o padre se aproveitou da "ingenuidade e da fé da vítima" para praticar atos libidinosos com a mesma. Ainda conforme a denúncia, a Arquidiocese do Rio de Janeiro já teria recebido "diversas notícias de abusos sexuais cometidos pelo padre".
Já em maio de 2024, Paciolli foi mais uma vez denunciado pelo Ministério Público estadual, desta vez pelo crime de importunação sexual contra uma mulher, feito em 2021, no município Itaperuna, na região Noroeste Fluminense.
Diante das denúncias, a Arquidiocese do Rio de Janeiro, afastou Paciolli de funções eclesiásticas e, seguindo o Código de Direito Canônico, iniciou uma apuração interna de investigação dos fatos alegados; a Arquidiocese também tem colaborando com as autoridades competentes na elucidação dos fatos. Já Alexandre, negou as acusações que lhe foram feitas.

## Livro
- O Caminho da Luz - ISBN 978-85-4310-286-3